# Ryfjälltjärnen
Ryfjälltjärnen är en sjö i Storumans kommun i Lappland och ingår i Umeälvens huvudavrinningsområde. Sjön har en area på 0,126 kvadratkilometer och ligger 1 015,1 meter över havet.

## Delavrinningsområde
Ryfjälltjärnen ingår i det delavrinningsområde (728480-148220) som SMHI kallar för Utloppet av Göuta. Medelhöjden är 582 meter över havet och ytan är 121 kvadratkilometer. Räknas de 264 avrinningsområdena uppströms in blir den ackumulerade arean 3 089,36 kvadratkilometer. Avrinningsområdets utflöde Umeälven mynnar i havet. Avrinningsområdet består mestadels av skog (52 procent) och kalfjäll (18 procent). Avrinningsområdet har 31,71 kvadratkilometer vattenytor vilket ger det en sjöprocent på 26,2 procent. Bebyggelsen i området täcker en yta av 2,14 kvadratkilometer eller 2 procent av avrinningsområdet.